# Studierendenwohnheim (ESA)
Das Studierendenwohnheim (ESA) ist ein Studentenwohnheim auf dem Campus der Technischen Universität Kaiserslautern. ESA steht für „EnergieSparende Architektur“.

## Geschichte
Gebaut wurde das Wohnheim 1981 bis 1987. Angeregt wurde der Bau vom Kultusministerium Rheinland-Pfalz unter Hinweis auf andere Selbstbauprojekte wie das Studierendenwohnheim Bauhäusle in Stuttgart-Vaihingen oder die Erdhügelhäuser des Studentenwohnheims Stuttgart-Hohenheim. Bauherr war das Studentenwerk Kaiserslautern e.V.
Die Besonderheiten beim Bau dieses Wohnheims waren der starke Einbezug von Studenten in den Fachbereichen Architektur, Bauingenieurswesen und Raum- und Umweltplanung bei Entwurf und Umsetzung sowie die Neuartigkeit der Zielsetzung, ein möglichst energieautarkes Wohnhaus mit Nutzung der Sonnenenergie zu errichten. Weiterhin kennzeichnend für das ESA ist der starke Einbezug von Natur und Pflanzen durch die Randlage am Pfälzerwald wie auch im Wohngebäude selbst. Verstärkt wird die Wirkung des Hauses als Wohnbiotop durch das Haus-in-Haus-Prinzip. Sie verleiht ihm den typischen Charakter eines Gewächshauses mit Wohnfunktion.
Das Haus erstreckt sich auf einer Fläche von über 500 m² und bietet Platz für 20 Studenten.
Das Wohnheim wurde 2019 unter Denkmalschutz gestellt und an die Stiftung für die TU Kaiserslautern übergeben, um umfangreiche Renovierungen durchzuführen.